# بنو ورد (یمن)
 بنو ورد  به عربی ( بَنُو اَلوَرد  )، روستایی است در عزلهٔ (مذیخرة) ناحیهٔ (الواصل)، از توابع استان صَعده در کشور یمن در شبه جزیره عربستان است. 
جمعیت آن ۹۷۶ نفر (۱۰ خانوار) می‌باشد.